# Соболев, Афанасий Петрович
Со́болев Афана́сий Петро́вич (1 мая 1919, село Кыэкен, ныне Шилкинский район Забайкальского края — 10 февраля 1958) — советский военный лётчик, командир 2-го гвардейского истребительного авиационного полка 1-й воздушной армии. Герой Советского Союза (1943). Полковник (1951).

## Биография

Могила Соболева на Новодевичьем кладбище Москвы.

Окончив 7 классов школы, Соболев А. П. работал счетоводом и обучался в аэроклубе. В Красную Армию вступил в 1938 году, окончив в 1940 году Батайскую военную авиационную школу пилотов. С 1942 года — член ВКП(б).
С июня 1941 года являлся участником Великой Отечественной войны. К июню 1943 года у командира 2-го гвардейского истребительного авиационного полка гвардии капитана Соболева было на счету 322 боевых вылета, при этом в 46 воздушных боях им было сбито лично 11 самолётов противника, а в составе группы — 7 самолётов.
24 августа 1943 года Соболеву было присвоено звание Героя Советского Союза.
К 9 мая 1945 года Гвардии подполковник А. П. Соболев совершил 345 боевых вылетов, провёл около 60 воздушных боёв, сбил лично 14 и в составе группы 10 самолётов противника.
После войны Афанасий Петрович продолжил службу в ВВС. В 1947 году, окончив Высшие лётно-тактические курсы усовершенствования лётного состава, стал осваивать реактивную технику.
Погиб 10 февраля 1958 года при проведении очередного испытательного полёта.
Похоронен на Новодевичьем кладбище города Москвы.

## Награды
- Медаль «Золотая Звезда» Героя Советского Союза (24.08.1943)[2];
- орден Ленина (24.08.1943);
- два ордена Красного Знамени (19.02.1943[4]; 29.07.1943[5]);
- орден Отечественной войны 1-й степени (28.05.1945)[6];
- орден Кутузова 3-й степени (08.08.1944)[7];
- два ордена Красной Звезды (10.08.1941; ?);
- медали.

## Память
- Именем Героя названа улица города Шилка Забайкальского края.
- Именем Героя названа улица города Белокуриха Алтайского края.